# 1876年—1878年印度大饑荒
1876－1878年大饑荒是發生於英属印度南部與西南部的一場饑荒， 飢荒起始於1876年因乾旱導致德干高原上農作物的欠收，並因英國殖民政府於饑荒期間持續出口糧食而惡化，飢荒嚴重影響了印度東南地區，即英屬印度的馬德拉斯省、邁索爾王國、海德拉巴土邦與孟買管轄區，在1877年，飢荒蔓延到印度的中部與西北部省分，該飢荒共導致約560萬到960萬人死亡。

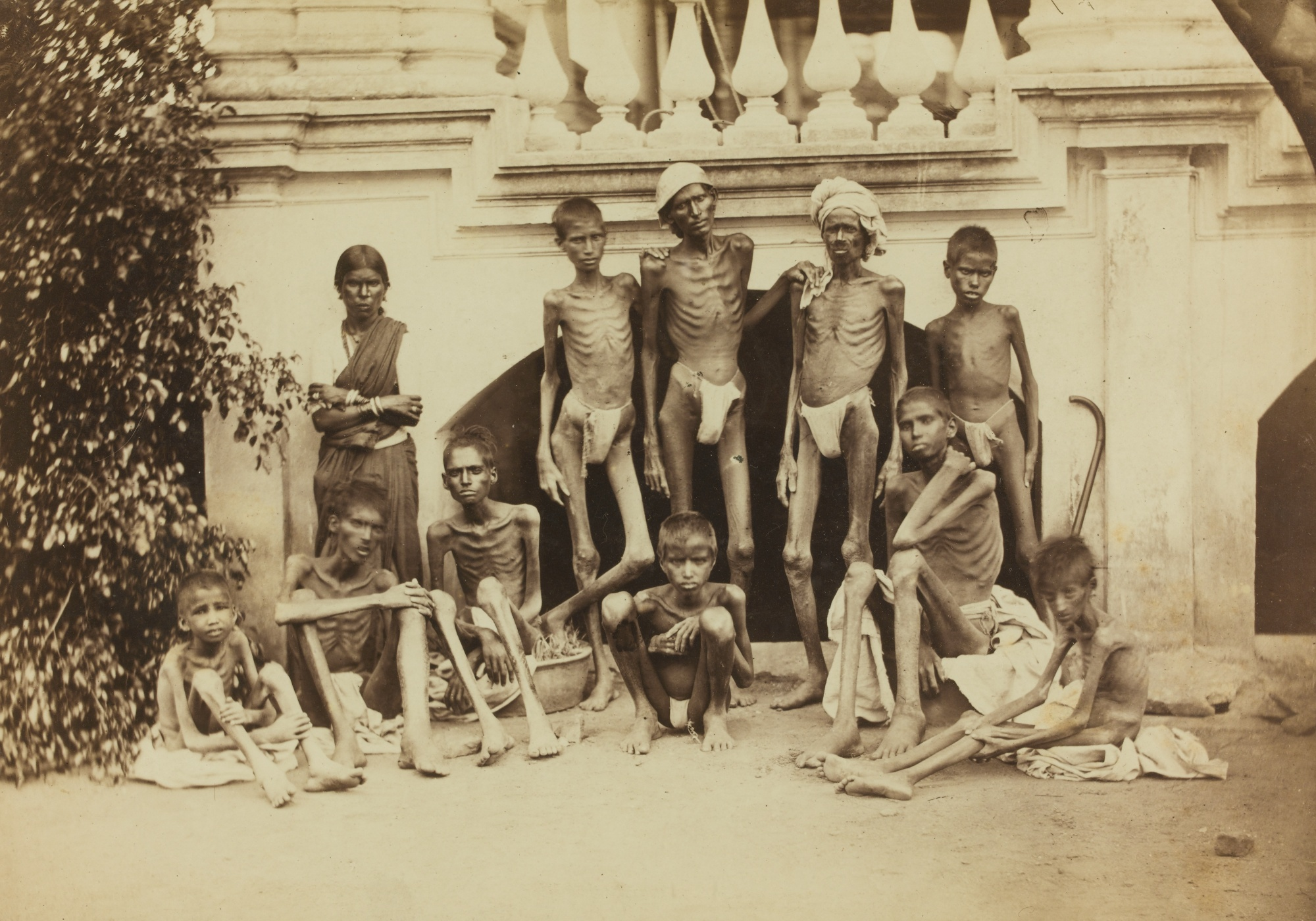
1876年－1878年英屬印度大饑荒中，泰米尔纳德邦有數百萬人因飢餓死亡。